# Budowla regulacyjna
Budowla regulacyjna – rodzaj budowli hydrotechnicznej stosowanej w hydrotechnice w szczególności przy regulacjach rzek i innych cieków wodnych. Do budowli regulacyjnych zalicza się: tamy (tamy podłużne i tamy poprzeczne – ostrogi), opaski brzegowe, poprzeczki, przetamowania, umocnienia brzegowe, skrzydełka, żłoby oraz progi. Podstawowymi celami, dla których stosuje tego typu budowle to: utrwalenie brzegów, wytworzenie nowych brzegów oraz ich zabezpieczenie przed niszczącym działaniem wody, sterowanie strumieniem przepływającej wody i przyspieszenie zalądowienia określonych akwenów. Jednym z najczęściej pożądanych skutków budowy tego typu budowli jest zawężenie koryta cieku i skoncentrowanie przepływu w tym węższym jego przekroju. Skutkiem takiego działania jest zwiększenie prędkości przepływu, a co za tym idzie również zwiększenie unoszenia rumowiska. Może to powodować obniżeniem poziomu dna w wyniku jego wymywania, co należy uwzględnić przy projektowaniu tego typu regulacji rzeki. Korona budowli regulacyjnych zazwyczaj wznosi się do poziomu średniej wody rocznej, lub niższego i z tego względu bywa zalewana podczas wezbrań, co powinno być uwzględnione podczas ich wykonywania.
Specyficznym rodzajem budowli regulacyjnych są budowle przepuszczalne. Przeznaczeniem tych budowli jest kierowanie nurtem rzeki i powodowanie spłycenia lub pogłębienia dna. Często są to budowle istniejące przez pewien okres, aż do uzyskania pożądanego efektu, po czym ich eksploatacja zostaje zakończona i budowle te są albo przebudowywane, albo rozbierane. Wśród szeregu tego typu budowli stosuje się między innymi ostrogi przepuszczalne, zasłony wiszące Wolfa, tamy szkieletowe, tarcze kierujące itp.
| budowla                | podstawowy cel stosowania               |
| ---------------------- | --------------------------------------- |
| ubezpieczenia brzegowe | utrwalenie brzegów                      |
| opaski brzegowe        | utrwalenie brzegów                      |
| tamy podłużne          | wytworzenie i utrwalenie nowego brzegu  |
| tamy poprzeczne        | wytworzenie i utrwalenie nowego brzegu  |
| przetamowania          | wytworzenie i utrwalenie nowego brzegu  |
| tarcze kierujące       | sterowanie strumieniem wody i rumowiska |
| trawesy                | sterowanie strumieniem wody i rumowiska |
| zamulniki              | przyspieszenie zalądowienia             |